# Hogna spenceri
Hogna spenceri este o specie de păianjeni din genul Hogna, familia Lycosidae. A fost descrisă pentru prima dată de Pocock, 1898. Conform Catalogue of Life specia Hogna spenceri nu are subspecii cunoscute.